# Корсакова-Гальстон, Александра
Александра Владимировна Корсакова-Гальстон (англ. Alexandra Korsakoff-Galston, урождённая Корсакова, в первом браке Брёль, нем. Broel; 24 апреля 1884, Симферополь — 1969, округ Колумбия) — российско-американская художница. Дочь медика Владимира Корсакова.
Выросла в Китае, где её отец с 1895 года служил врачом в российском посольстве; во время Ихэтуаньского восстания работала сестрой милосердия. В 1905—1910 гг. училась в Рисовальной школе Императорского общества поощрения художеств, затем недолгое время в Москве у Ильи Машкова. В 1911 г. вышла замуж за немецкого художника Георга Брёля и уехала в Мюнхен. Училась в мюнхенской Королевской школе искусств и ремёсел (нем. Kunstgewerbeschule München), но неформальным образом принадлежала к кругу модернистов и экспрессионистов, брала уроки у Пауля Клее и Альберта Вайсгербера; написала несколько шаржированных портретов Клее, а Вайсгербер написал её портрет. В 1919 году развелась с первым мужем и вышла замуж за пианиста Готфрида Гальстона, в 1927 году уехала с ним в США, развелась в 1939 году. Жила в Сент-Луисе.
Завоевала первоначальную известность работами в технике батика; в 1913 году творчеству художницы (тогда известной как Александра Брёль-Корсакова) была посвящена публикация в журнале Dekorative Kunst, в которой искусствовед Георг Якоб Вольф восторженно говорит о батиках художницы как о визуальном выражении музыкального искусства. В 1924 году получила премию на Всегерманской выставке текстиля в Лейпциге. В американский период выставляла также акварель и графику, последняя прижизненная выставка Корсаковой-Галстон (1969) представляла серию пастелей на темы Вьетнамской войны.